# Tirzah Garwood
Eileen Lucy „Tirzah“ Garwood (* 11. April 1908 in Gillingham, Kent; † 27. März 1951 in Copford, Essex) war eine britische bildende Künstlerin, die als Grafikerin und Holzschneiderin bekannt wurde. Sie war Mitglied der Great Bardfield Artists.

## Leben und Wirken
Garwood wurde als drittes von insgesamt fünf Kindern geboren. Ihr Vater Frederick Scott Garwood (1872–1944) war Offizier der Royal Engineers. Ihr Spitzname „Tirzah“ wurde ihr von ihren Geschwistern gegeben und bezieht sich auf den biblischen Ort Tirzah. Es handelt sich vermutlich um eine Verfälschung eines Bezugs ihrer Großmutter auf „Little Tertia“, was bedeutet, dass sie das dritte Kind ist. Die Familie folgte ihrem Vater auf Armeeposten nach Croydon, Littlehampton und Eastbourne.
Garwood wurde von 1925 bis 1924 an der West Hill School in Eastbourne ausgebildet und besuchte ab 1925 die Eastbourne School of Art bei Reeves Fawkes und Oliver Senior. Danach wurde sie als Holzstecherin bei Eric Ravilious ausgebildet. 1928 ging sie nach Kensington. Später studierte sie an der Central School of Art. Mit Eric Ravilious, der insbesondere als Aquarellmaler bekannt wurde, war sie von 1930 bis zu seinem Tod im Jahr 1942 verheiratet. Sie hatten drei gemeinsame Kinder, darunter den Fotografen James Ravilious (1939–1999).
Einer ihrer frühen Holzschnitte wurde 1927, dem Beginn ihrer Ausstellungstätigkeit, in der alljährlichen Ausstellung der Society of Wood Engravers gezeigt und von der englischen Zeitung The Times gelobt. Sie übernahm Aufträge für die Kynoch Press und die BBC, für die sie eine neue Darstellung ihres Wappens anfertigte. Garwood illustrierte 1928 im Auftrag der BBC Granville Bantocks Oratorium The Pilgrim’s Progress, das er im Auftrag der BBC verfasste. 1929 und 1930 nahm sie erneut an den Jahresausstellungen der Society of Wood Engravers teil, die in der Redfern Gallery in London stattfanden. Es folgte eine Beteiligung 1948 an der Ausstellung Pictures for Schools der Tate Gallery, erneut 1949 unter gleichem Titel in der Whitechapel Art Gallery.
Sie schrieb 1942 eine Autobiografie, die posthum von ihrer Tochter Anne 2012 herausgegeben und von der Fleece Press veröffentlicht wurde. Die Fry Art Gallery zeigte anlässlich des Erscheinens eine Sonderausstellung.
Ein Jahr nach ihrem Tod fand 1952 die Tirzah Garwood Memorial Exhibition in der Towner Art Gallery statt, im gleichen Jahr veranstaltete das Arts Council in London eine Einzelshow. Die Towner Art Gallery zeigte sie noch einmal 1987, Towner besitzt zwei Gemälde aus dem Jahr 1950, darunter Orchid Hunter in Brazil. Werke befinden sich auch im Besitz der Fry Art Gallery in Saffron Walden, das Victoria & Albert Museum in London hat in ihrer Druck- und Grafiksammlung mehrere Marmorpapiere.

## Ausstellungen
- 1927, 1929, 1930 Annual Exhibition of the Society of Wood Engravers, London (G)
- 1948 Pictures for Schools, Tate Gallery, London (G)
- 1949 Pictures for Schools, Whitechapel Art Gallery, London (G)
- 1952 Tirzah Garwood Memorial Exhibition, Towner Art Gallery, Eastbourne (E)
- 1952 Arts Council Exhibition, London (E), mit Katalogbroschüre
- 1987 Towner Art Gallery, Eastbourne (E)

## Schriften
- Long live Great Bardfield & love to you all. Tirzah Garwood: her autobiography, 1908–43. Edited, and with biographical notes on the period 1943–51, by Anne Ulmann. Fleece Press, Upper Denby, Huddersfield 2012, ISBN 978-0-948375-95-8.